# Бронзетто

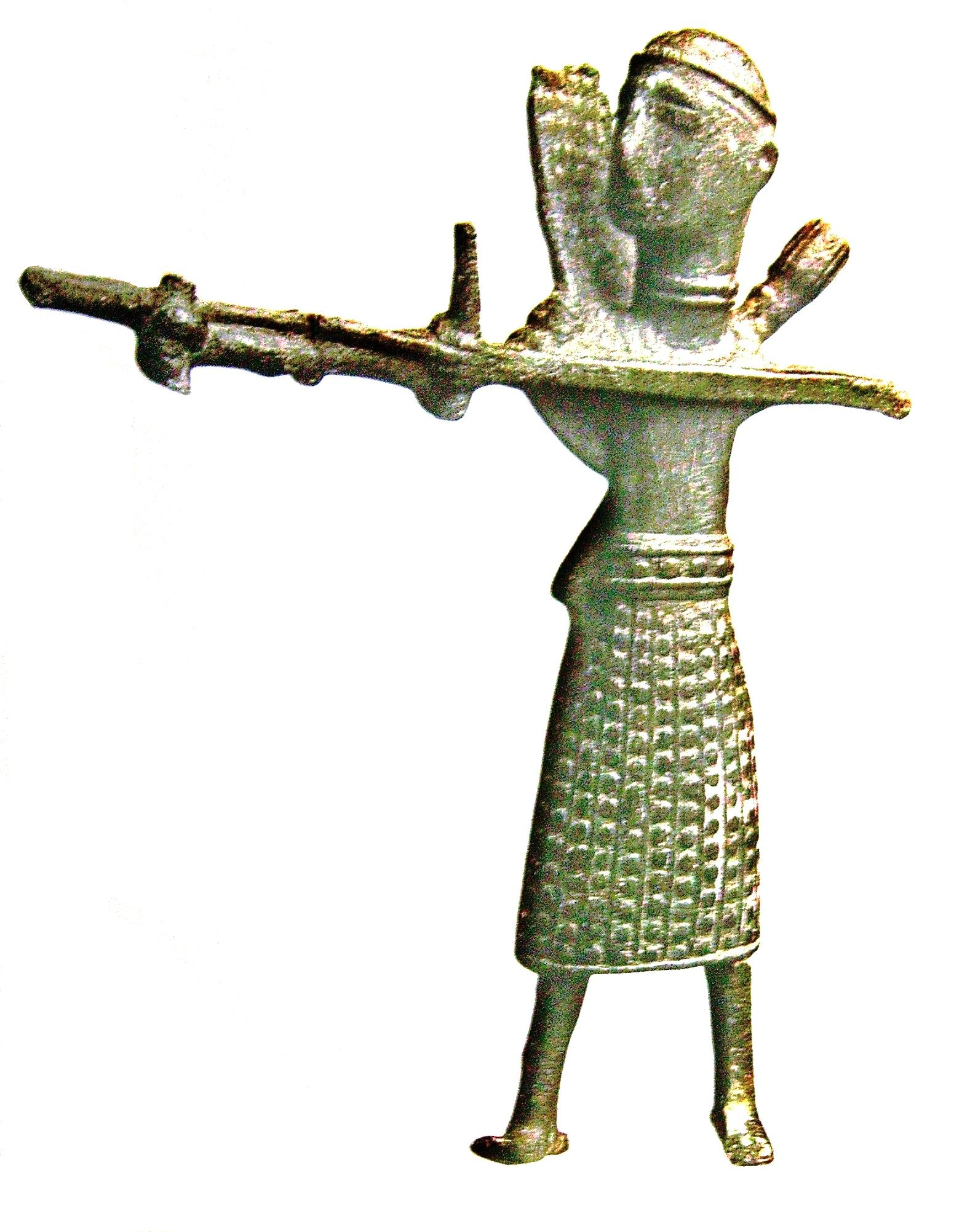
Стреляющий лучник

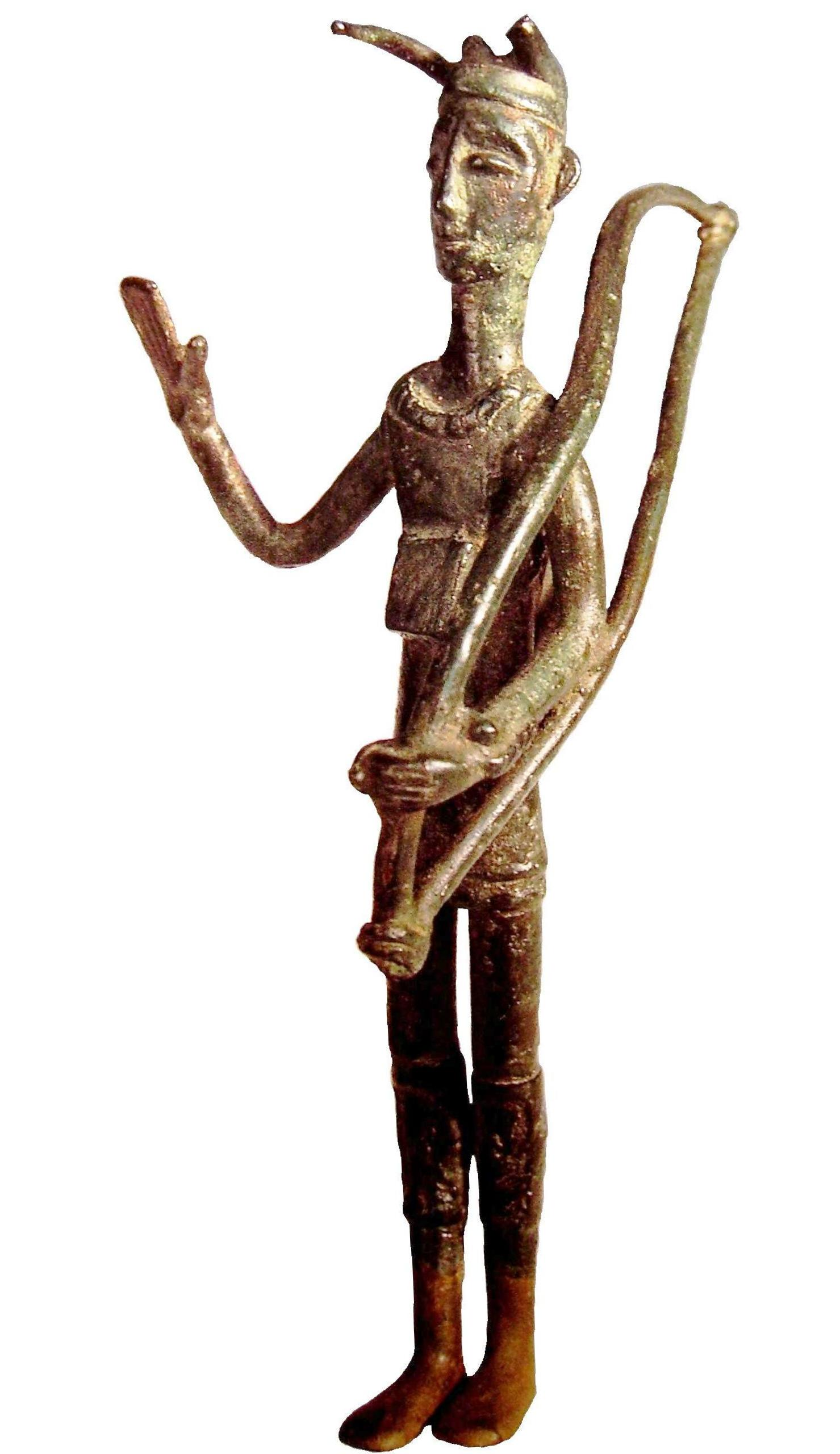
Стоящий лучник.

Бронзетто, итал. bronzetto — характерные для нурагической культуры бронзовые статуэтки. Датируются финальным бронзовым веком и началом железного века.
Не являются полностью оригинальными для Сардинии: как жанр в искусстве, бронзовые статуэтки возникли в Леванте и в XII—VIII вв. до н. э. распространились на Кипре, в Анатолии, среди финикийцев, этрусков, а позднее — в Иберии.
Для нурагической культуры были характерны два вида бронзетто:
- воины в полном облачении и вооружении;
- кораблики.

Также различались три стиля:
- средиземноморский
- Ута
- Абини-Тети.

Поскольку точная датировка статуэток затруднена (многие из них обнаружены вне археологического контекста), к настоящему времени сложно сказать, сосуществовали ли они или сменяли друг друга во времени.
Размер статуэток достигал 40 см. Изготавливались на основе восковых моделей, которые затем облеплялись более огнеупорным материалом (глиной), после чего в отверстие заливалась бронза, а воск плавился и вытекал.